# Colt .357
Der Colt .357 ist ein 6-schüssiger Revolver im Kaliber .357 Magnum. Er wurde von der Firma Colt in Hartford, Connecticut, USA als eine verfeinerte, als Schützenwaffe vorgesehene Version des Colt Trooper Revolvers hergestellt. 

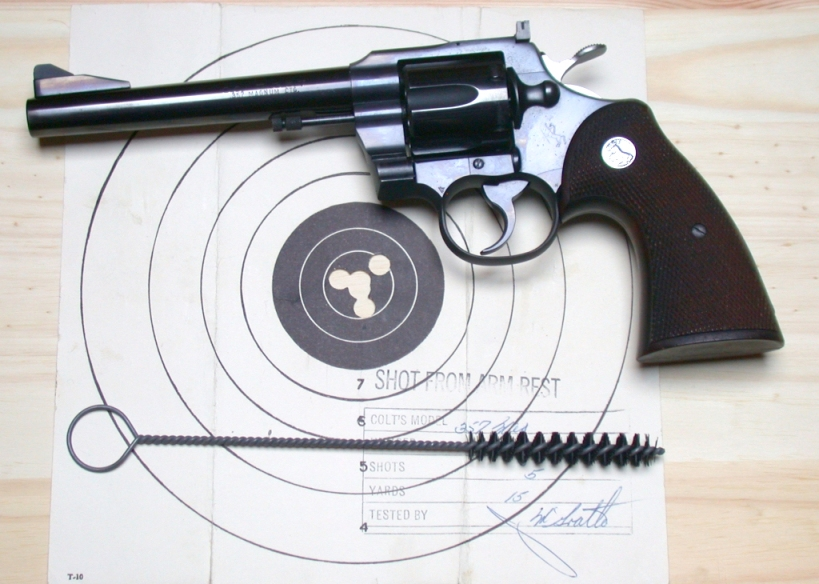
Colt Model .357 Magnum Revolver

Die Produktion dieses auch „Colt Three Fifty Seven“ genannten Revolvers begann im September 1953. Insgesamt wurden etwa 15.000 Stück dieser Waffe hergestellt. Die Seriennummern liegen zwischen 1 und 28.000, dies liegt an der gemeinsamen Seriennummernreihe mit dem Colt Trooper Modell. Nach den Verkaufserfolgen des 1955 eingeführten Colt Python wurde die Produktion des Colt .357 im Jahre 1961 eingestellt.
Wie der Trooper und sein Nachfolger Python hat der Colt .357 ein verstellbares Visier. Er wurde als Nachfolger des Colt Shooting Masters, von dem auch Varianten im Kaliber .357 existieren, hergestellt. Die ersten Waffen wurden mit Sechs-Inch-Läufen ausgeliefert, später auch mit einer Lauflänge von vier Zoll. Gefertigt wurde der Revolver in feinpoliertem, brüniertem Stahl. Die hölzernen, geriffelten Griffschalen wurden wahlweise in konventioneller Ausführung oder in einer für das sportliche Schießen vergrößerten, den Metallrahmen vorne umfassenden, Form angeboten. Der Hahnsporn hat eine verbreiterte Daumenauflage und zur Zündung des Schusses schlägt die flache Vorderseite des Hahns auf den im Rahmen angebrachten federbelasteten Schlagbolzen.
Wie mit allen Revolvern im Kaliber .357 Magnum kann mit ihm auch die schwächere .38 Special-Patrone verschossen werden.